# 郭松义
郭松义（1935年12月—），浙江上虞人，中华人民共和国历史学家，中国社会科学院历史研究所研究员，中国社会科学院荣誉学部委员。

## 生平
年少时在浙江春晖中学读书，尚未毕业时参军，1955年，退伍后考入北京大学历史系。1960年，毕业后被派到中国科学院（今中国社会科学院）历史研究所，先后任研究实习员、助理研究员、副研究员、研究员。曾任清史研究室副主任。1991年，任第一任社会史研究室主任。1992年，中国社会史学会成立，郭松义中国社会史学会副会长。1995年退休。重点研究清代的人口、经济、农业、商业、婚姻家庭等问题。2006年被评为中国社会科学院荣誉学部委员。

## 出版物
编撰了数十篇(本)学术论文和著作：
著作：《中国政治制度通史·清代卷》、《中国屯垦史》下册、《中国屯垦史》、《中国航运史》、《中国封建社会经济史·清代卷》、《封建贵族大地主的典型——孔府研究》、《伦理与生活——清代的婚姻关系》等。
论文：《18、19世纪的中国农业生产和农民》、《从赘婿地位看入赘婚的家庭关系——以清代为例》、《古籍所载有关玉米别称的几点辩证》、《江南地主阶级与清初中央集权的矛盾及其发展和变化》、《伦理与生活——清代的婚姻关系》、《清朝的会典和则例》、《清朝农村“伙种”关系试探》等。